# 湯米·坎利
湯瑪斯·羅伯特·坎利（英語：Thomas Robert Kahnle，1990年1月4日—），為美國職棒大聯盟的投手，目前效力於底特律老虎。他先前曾效力過洛磯、白襪、洋基與道奇等隊。

## 職業生涯
2010年美國職棒大聯盟選秀，洋基在第五輪選進坎利。他在小聯盟打拚3個球季後，於2013年受邀參加大聯盟春訓。

### 科羅拉多洛磯
2013年，洛磯透過規則五選秀選來坎利。2014年4月3日，坎利登上大聯盟。這年他出賽54場比賽，防禦率為4.19。隔年他有一半的時間都待在小聯盟，僅在大聯盟拿下兩次救援成功。球季結束後，洛磯將他指定讓渡。

### 芝加哥白襪
2015年11月24日，洛磯將坎利交易到白襪，換來Yency Almonte。2016年，他在白襪的防禦率為2.63。隔年他的防禦率為2.50。

### 紐約洋基
2017年7月18日，白襪將坎利、陶德·弗雷澤和大衛·羅伯森交易到洋基，換來泰勒·克里帕德、Blake Rutherford、Ian Clarkin和Tito Polo。8月24日，他面對米格爾·卡布瑞拉故意投出近身球，因此他生涯首次遭到驅逐出場。2018年6月4日，洋基將坎利下放到3A。8月21日，他拿下該年球季第一次的救援成功。這年他的防禦率為6.56。
2019年7月，坎利的防禦率僅0.77，因此獲選為美聯單月最佳救援投手。2020年7月31日，坎利經過MRI磁振照影檢查後發現手肘尺側副韌帶受傷。因此他進行湯米約翰手術，導致球季提前結束。2020年10月31日，坎利成為自由球員。

### 洛杉磯道奇
2020年12月29日，坎利與道奇隊簽下2年合約。不過他在2021年卻因傷報銷，2022年5月1日，坎利終於完成他在道奇隊的初登板。

## 個人生活
坎利在2018年結婚。

## 外部連結
- 球員資訊和成績在MLB ，ESPN ，Retrosheet ，Baseball Reference ，Baseball Reference (Minors) ，Fangraphs ，The Baseball Cube （英文）